# Aptos Challenger
L'Aptos Challenger, noto anche come Nordic Naturals Challenger e, in precedenza, Comerica Bank Challenger per motivi di sponsorizzazione, è un torneo professionistico di tennis giocato sul cemento, che fa parte dell'ATP Challenger Tour. Si gioca annualmente al Seascape Sports Club di Aptos, USA dal 1988. È il più longevo torneo Challenger maschile degli Stati Uniti.
Jeff Salzenstein, Kevin Kim e Steve Johnson condividono il record di titoli vinti nel singolare, 2 ciascuno, mentre Chris Guccione detiene il record nel doppio con 4 trofei conquistati.

## Albo d'oro

### Singolare
| Anno       | Campione                                      | Finalista                                     | Punteggio                                     |
| ---------- | --------------------------------------------- | --------------------------------------------- | --------------------------------------------- |
| 2023       | Cancellato                                    | Cancellato                                    | Cancellato                                    |
| 2022       | Non disputato                                 | Non disputato                                 | Non disputato                                 |
| 2021- 2020 | Cancellato a causa della pandemia di covid-19 | Cancellato a causa della pandemia di covid-19 | Cancellato a causa della pandemia di covid-19 |
| 2019       | Steve Johnson (2)                             | Dominik Koepfer                               | 6–4, 7–6(4)                                   |
| 2018       | Thanasi Kokkinakis                            | Lloyd Harris                                  | 6–2, 6–3                                      |
| 2017       | Aleksandr Bublik                              | Liam Broady                                   | 6–2, 6–3                                      |
| 2016       | Daniel Evans                                  | Cameron Norrie                                | 6–3, 6–4                                      |
| 2015       | John Millman                                  | Austin Krajicek                               | 7–5, 2–6, 6–3                                 |
| 2014       | Marcos Baghdatis                              | Michail Kukuškin                              | 7–6(7), 6–4                                   |
| 2013       | Bradley Klahn                                 | Daniel Evans                                  | 3–6, 7–6(5), 6–4                              |
| 2012       | Steve Johnson (1)                             | Robert Farah                                  | 6–3, 6–3                                      |
| 2011       | Laurynas Grigelis                             | Ilija Bozoljac                                | 6–2, 7–6(4)                                   |
| 2010       | Marinko Matosevic                             | Donald Young                                  | 6–4, 6–2                                      |
| 2009       | Chris Guccione                                | Nick Lindahl                                  | 6–3, 6–4                                      |
| 2008       | Kevin Kim (2)                                 | Andrea Stoppini                               | 7–5, 6–1                                      |
| 2007       | Donald Young                                  | Bobby Reynolds                                | 7–5, 6–0                                      |
| 2006       | Alex Kuznetsov                                | Gō Soeda                                      | 6–1, 7–6(4)                                   |
| 2005       | Andy Murray                                   | Rajeev Ram                                    | 6–4, 6–3                                      |
| 2004       | Kevin Kim (1)                                 | Frank Dancevic                                | 7–6(2), 6–3                                   |
| 2003       | Jeff Salzenstein (2)                          | Dmitrij Tursunov                              | 5–7, 7–5, 6–4                                 |
| 2002       | Brian Vahaly                                  | Noam Behr                                     | 2–6, 6–3, 6–2                                 |
| 2001       | Jeff Salzenstein (1)                          | Jeff Morrison                                 | 7–6(3), 6–4                                   |
| 2000       | Bob Bryan                                     | Kevin Kim                                     | 6–4, 6(8)–7, 6–4                              |
| 1999       | Michael Hill                                  | Harel Levy                                    | 6–7, 6–4, 6–2                                 |
| 1998       | Cecil Mamiit                                  | Takao Suzuki                                  | 6–7, 6–3, 6–2                                 |
| 1997       | Jan-Michael Gambill                           | Wade McGuire                                  | 6–0, 4–6, 6–3                                 |
| 1996       | Albert Chang                                  | Brian MacPhie                                 | 7–5, 6–3                                      |
| 1995       | Daniel Nestor                                 | Chris Woodruff                                | 6–3, 5–7, 6–2                                 |
| 1994       | Shūzō Matsuoka                                | Gianluca Pozzi                                | 7–5, 6–3                                      |
| 1993       | Patrick Rafter                                | Cristiano Caratti                             | 6–2, 6–3                                      |
| 1992       | Alex O'Brien                                  | Byron Black                                   | 6–4, 2–6, 6–1                                 |
| 1991       | Chuck Adams                                   | Bryan Shelton                                 | 6–3, 6–4                                      |
| 1990       | Henrik Holm                                   | Brian Garrow                                  | 1–6, 6–3, 7–6                                 |
| 1989       | Mark Kaplan                                   | Robbie Weiss                                  | 6–4, 6–4                                      |
| 1988       | Brad Pearce                                   | Tim Pawsat                                    | 6–3, 6–2                                      |

### Doppio
| Anno       | Campioni                                      | Finalisti                                     | Punteggio                                     |
| ---------- | --------------------------------------------- | --------------------------------------------- | --------------------------------------------- |
| 2023       | Cancellato                                    | Cancellato                                    | Cancellato                                    |
| 2022       | Non disputato                                 | Non disputato                                 | Non disputato                                 |
| 2021- 2020 | Cancellato a causa della pandemia di covid-19 | Cancellato a causa della pandemia di covid-19 | Cancellato a causa della pandemia di covid-19 |
| 2019       | Marcelo Arévalo Miguel Ángel Reyes Varela     | Nathan Pasha Max Schnur                       | 5–7, 6–3, [10–8]                              |
| 2018       | Thanasi Kokkinakis Matt Reid                  | Jonny O'Mara Joe Salisbury                    | 6–2, 4–6, [10–8]                              |
| 2017       | Jonathan Erlich (2) Neal Skupski              | Alex Bolt Jordan Thompson                     | 6–3, 2–6, [10–8]                              |
| 2016       | Nicolaas Scholtz Tucker Vorster               | Mackenzie McDonald Ben McLachlan              | 6(5)–7, 6–3, [10–8]                           |
| 2015       | Chris Guccione (4) Artem Sitak                | Yuki Bhambri Matthew Ebden                    | 6–4, 7–6(2)                                   |
| 2014       | Ruben Bemelmans Laurynas Grigelis             | Purav Raja Sanam Singh                        | 6–3, 4–6, [11–9]                              |
| 2013       | Jonathan Erlich (1) Andy Ram                  | Chris Guccione Matt Reid                      | 6–3, 6(6)–7, [10–2]                           |
| 2012       | Rik De Voest John Peers                       | Chris Guccione Frank Moser                    | 6(5)–7, 6–1, [10–4]                           |
| 2011       | Carsten Ball (3) Chris Guccione (3)           | John Paul Fruttero Raven Klaasen              | 7–6(5), 6–4                                   |
| 2010       | Carsten Ball (2) Chris Guccione (2)           | Adam Feeney Greg Jones                        | 6–1, 6–3                                      |
| 2009       | Carsten Ball (1) Chris Guccione (1)           | Sanchai Ratiwatana Sonchat Ratiwatana         | 6–3, 6–2                                      |
| 2008       | Noam Okun Amir Weintraub                      | Todd Widom Michael Yani                       | 6–2, 6–1                                      |
| 2007       | Rajeev Ram Bobby Reynolds                     | John-Paul Fruttero Cecil Mamiit               | 6(5)–7, 6–3, [10–7]                           |
| 2006       | Prakash Amritraj Rohan Bopanna                | Rajeev Ram Todd Widom                         | 3–6, 6–2, [10–6]                              |
| 2005       | Nathan Healey Eric Taino                      | Harel Levy Noam Okun                          | 7–5, 7–6(4)                                   |
| 2004       | Huntley Montgomery Tripp Phillips             | Diego Ayala Eric Taino                        | 7–6(3), 7–5                                   |
| 2003       | Jan Hernych Uros Vico                         | Matias Boeker Travis Parrott                  | 6–3, 4–6, 6–1                                 |
| 2002       | Amir Hadad Martín Vassallo Argüello           | Brandon Coupe Brandon Hawk                    | 6–4, 6–4                                      |
| 2001       | Brandon Hawk Robert Kendrick                  | Kelly Gullett Gavin Sontag                    | 7–5, 7–5                                      |
| 2000       | Bob Bryan (2) Mike Bryan (2)                  | Kevin Kim Luke Smith                          | 6–4, 3–6, 6–4                                 |
| 1999       | Michael Hill Scott Humphries                  | Harel Levy Lior Mor                           | 7–6, 1–6, 7–5                                 |
| 1998       | Bob Bryan (1) Mike Bryan (1)                  | Adam Peterson Chris Tontz                     | 6–4, 6–4                                      |
| 1997       | Sébastien Leblanc (3) Jocelyn Robichaud (2)   | David Caldwell Adam Peterson                  | 7–6, 6–4                                      |
| 1996       | Sébastien Leblanc (2) Jocelyn Robichaud (1)   | Neville Godwin Geoff Grant                    | 7–6, 6–7, 7–5                                 |
| 1995       | Sébastien Leblanc (1) Brian MacPhie (2)       | Bill Barber Ari Nathan                        | 6–3, 6–2                                      |
| 1994       | Brian MacPhie (1) Alex O'Brien (2)            | Donny Isaak Michael Roberts                   | 6–2, 7–6                                      |
| 1993       | Gilad Bloom Christian Saceanu                 | Cristiano Caratti Grant Doyle                 | 7–5, 6–3                                      |
| 1992       | Paul Annacone Alex O'Brien (1)                | Miguel Nido Peter Nyborg                      | 6–4, 4–6, 7–5                                 |
| 1991       | Nduka Odizor Bryan Shelton                    | Miguel Nido Fernando Roese                    | 6–4, 6–3                                      |
| 1990       | Jeff Brown Scott Melville                     | Matt Anger Marius Barnard                     | 6–7, 6–4, 6–4                                 |
| 1989       | Steve DeVries Ted Scherman                    | Bryan Shelton Kenny Thorne                    | 6–3, 1–6, 6–2                                 |
| 1988       | Jeff Klaparda Peter Palandjian                | Ed Nagel Jeff Tarango                         | 6–3, 6–4                                      |